# Stephen Sommers
Stephen Sommers, född 20 mars 1962 i Indianapolis, Indiana, är en amerikansk regissör, manusförfattare och filmproducent.
Han är mest känd genom filmerna Mumien, Mumien - återkomsten och Van Helsing.

## Filmografi (urval)
- 1989 – Catch Me If You Can (regi och manus)
- 1993 – The Adventures of Huck Finn (regi och manus)
- 1994 – Gunmen (manus)
- 1994 – Djungelboken (regi och manus)
- 1995 – Tom and Huck (manus och produktion)
- 1997 – Oliver Twist (produktion)
- 1998 – Deep Rising (regi och manus)
- 1999 – Mumien (regi och manus)
- 2001 – Mumien - återkomsten (regi och manus)
- 2002 – The Scorpion King (manus och produktion)
- 2004 – Van Helsing (regi, manus och produktion)
- 2004 – Van Helsing: The London Assignment (produktion)
- 2008 – Mumien: Drakkejsarens grav (produktion)
- 2008 – The Scorpion King 2: Rise of a Warrior (produktion)
- 2009 – G.I. Joe: The Rise of Cobra (regi, manus och produktion)
- 2012 – The Scorpion King 3: Battle for Redemption (exekutiv producent)
- 2013 – G.I. Joe: Retaliation (exekutiv producent)
- 2013 – Odd Thomas (regi, manus och produktion)